# Сюргавере (остановочный пункт)
Сю́ргавере (эст. Sürgavere raudteepeatus) — остановочный пункт в деревне Сюргавере Сууре-Яаниской волости на линии Таллин — Вильянди. Находится на расстоянии 138 км от Балтийского вокзала.
На остановке Сюргавере расположен низкий перрон и один путь. На остановке останавливаются пассажирские поезда, курсирующие между Таллином и Вильянди. Из Таллина в Сюргавере поезд идёт 2 часа и 2-10 минут.